# Lachnanthes
Lachnanthes là một chi thực vật có hoa trong họ Haemodoraceae.

## Các loài
- Lachnanthes caroliniana: Loài đặc hữu miền đông Bắc Mỹ (phía bắc từ Nova Scotia và Massachusetts về phía nam tới Florida, Cuba, về phía tây dọc theo vịnh Mexico tới Luisiana).